# 1987 (musikalbum av Cortex)
1987 är en EP med det svenska punkbandet Cortex, utgiven 2018. Skivan är ursprungligen inspelad och producerad av Per Göbel och Stefan Svensson i Studio Lane 1987. Bearbetning och efterproduktion är gjord i Music a Matic av Henryk Lipp, Chips Kiesbye och Carl Michael von Hausswolff. EP:n släpptes i samband med finissagen av utställningen Freddie Wadlings Kabinett på Göteborgs Stadsmuseum i augusti 2018. Vokalisten Anna-Lena Karlsson var även med i Cortex under den här perioden men var vid inspelningen bortrest.

## Låtlista
1. Black Paradise
2. Party at the Cememtary
3. The Mechanical
4. Aisle of Glory (the devil made me do it)

## Medverkande
Cortex
- Freddie Wadling - sång
- Annika von Hausswolff - sång
- Pontus Lidgard - gitarr, sång
- Ola Andersson - gitarr
- Fredrik Wegraeus - bas
- Uno Wall

Övriga
- Henryk Lipp - klaviatur
- Chips Kiesbye - gitarr, bas
- Nisse Wohlrabe - gitarr
- Jean-Louis Huhta - slagverk